# Seznam památných stromů v okrese Liberec
Toto je seznam památných stromů v okrese Liberec, v němž jsou uvedeny památné stromy na území okresu Liberec.
| Název                                     | Obrázek                                                                                               | Umístění                                                      | Druh                                                 | Obvod [v cm] | Kód wikidata     | Galerie                                                                             | Poznámka |
| ----------------------------------------- | --- | ------------------------------------------------------------- | ---------------------------------------------------- | ------------ | ---------------- | ----------------------------------------------------------------------------------- | --- |
| Josefský dub                              | Josefský dub                                                                                          | Arnoltice u Bulovky 50°57′47″ s. š., 15°5′51″ v. d.           | dub letní                                            | 0            | 105654 Q26790216 | Kategorie „Josefský dub (Arnoltice)“ na Wikimedia Commons                           | V centru obce u pomníčku s letopočtem 1848, severně od objektu čp. 2 |
| Dub Františka Josefa I.                   | Dub Frantiska Josefa I                                                                                | Bílý Kostel nad Nisou 50°49′19″ s. š., 14°55′32″ v. d.        | dub červený                                          | 475          | 105229 Q26789739 | Kategorie „Dub Františka Josefa I. (Bílý Kostel nad Nisou)“ na Wikimedia Commons    | V obci, poblíž lávky přes Nisu u fotbalového hřiště |
| Dub u Bílého Kostela                      | Památný dub letní v nivě Křížového potoka u Bílého Kostela nad Nisou                                  | Bílý Kostel nad Nisou 50°48′55″ s. š., 14°55′9″ v. d.         | dub letní                                            | 550          | 101926 Q26787370 | Kategorie „Dub u Bílého Kostela“ na Wikimedia Commons                               | Jihojihozápadně od obce, v záplavovém území Křížového potoka |
| Lípa srdčitá v Bílém Kostele nad Nisou    | Památná lípa srdčitá mezi Bílým Kostelem a Chrastavou                                                 | Bílý Kostel nad Nisou 50°48′48″ s. š., 14°56′17″ v. d.        | lípa malolistá                                       | 0            | 105708 Q26790252 | Kategorie „Lípa srdčitá v Bílém Kostele nad Nisou“ na Wikimedia Commons             | Na kraji svahu nad potokem v soukromé zahradě severně od čp. 42, při silničce do Chrastavy nedaleko odbočky zelené značky do Panenské Hůrky |
| Lípa v Cetenově †                         | | Cetenov 50°38′39″ s. š., 14°55′9″ v. d.                       | lípa malolistá                                       | 470          | 101934           |                                                                                     | U rozvalin vyhořelého domu (parcela st. 10), nad loukou po pravé straně silnice na Těšnov. Strom chráněn od 18. 8. 1993 do 15. 3. 2006. |
| Lípy na Těšnově                           | Lípa malolistá u křížku na Těšnově                                                                    | Cetenov 50°39′9″ s. š., 14°54′7″ v. d.                        | lípa velkolistá (2) lípa malolistá (1)               | 505          | 104632 Q26779395 | Kategorie „Lípy na Těšnově“ na Wikimedia Commons                                    | Na rozcestí dvou cest západně od domu čp. 9 v Těšnově a cca 100 m jižně od toho rozcestí. Oboje jako doprovod drobných sakrálních staveb |
| Dub u Františkova                         | Dub u Františkova od jihu                                                                             | Česká Ves v Podještědí 50°45′12″ s. š., 14°45′3″ v. d.        | dub letní                                            | 510          | 102205 Q26787661 | Kategorie „Dub u Františkova“ na Wikimedia Commons                                  | Severně od osady Františkov, vpravo (východně) silnice Velký Valtinov–Jablonné v Podještědí, na svahu |
| Hladový buk u Dětřichovce                 | Památný Hladový buk v hájku poblíž Dětřichovce                                                        | Dětřichovec 50°57′14″ s. š., 15°16′4″ v. d.                   | buk lesní                                            | 532          | 101941 Q20755698 | Kategorie „Hladový buk u Dětřichovce“ na Wikimedia Commons                          | V lesíku západně od silnice z Jindřichovic pod Smrkem do Dětřichovce, poblíž samot zvaných Na Zámečku |
| Oslí buk                                  | Oslí buk na lesním rozcestí pod Andělským vrchem, při silničce Nového Města pod Smrkem do Dětřichovce | Dětřichovec 50°55′59″ s. š., 15°15′27″ v. d.                  | buk lesní                                            | 350          | 106013 Q20741324 | Kategorie „Oslí buk“ na Wikimedia Commons                                           | Při lesní silničce z Nového Města pod Smrkem do Dětřichovce, pod Andělským vrchem. Strom chráněn od 23. 9. 2014. |
| Podještědská lípa                         | Podještědská lípa v Erbenově ulici v Liberci-Dolním Hanychově                                         | Dolní Hanychov 50°44′46″ s. š., 15°1′23″ v. d.                | lípa malolistá                                       | 400          | 105752 Q26790299 | Kategorie „Podještědská lípa“ na Wikimedia Commons                                  | Na severním kraji Erbenovy ulice v liberecké čtvrti Dolní Hanychov, v Erbenově ulici u domu č. 30. Strom chráněn od 13. 12. 2009. |
| Dub u Kocourovy cesty                     | Dub u Kocourovy cesty                                                                                 | Dolní Řasnice 50°57′1″ s. š., 15°8′43″ v. d.                  | dub letní                                            | 226          | 104372 Q20873266 | Kategorie „Dub u Kocourovy cesty“ na Wikimedia Commons                              | V polích, u polní cesty nad hřbitovem, na pomezí katastrů Dolní Řasnice a Krásný Les |
| Dub v Dolní Řasnici †                     | | Dolní Řasnice 50°57′8″ s. š., 15°11′6″ v. d.                  | dub letní                                            | 497          | 104461 Q92112362 |                                                                                     | Na konci obce, vpravo u silnice směrem na Horní Řasnici – pp. 1033/2 (odpovídá zahradě domu čp. 257). Strom chráněn od 27. 5. 1994 do 9. 8. 2001. |
| Lípa pod Řasným                           | Lípa pod Řasným                                                                                       | Dolní Řasnice 50°57′8″ s. š., 15°9′9″ v. d.                   | lípa velkolistá                                      | 377          | 104373 Q26789262 | Kategorie „Lípa pod Řasným“ na Wikimedia Commons                                    | Uprostřed polí jihozápadně pod vrcholem Řasného |
| Lípa v Dolní Řasnici †                    | | Dolní Řasnice 50°57′4″ s. š., 15°10′57″ v. d.                 | lípa malolistá                                       | 0            | 105288 Q92074550 |                                                                                     | U domu čp. 63 – pp. 979/2 (parcelní číslo ovšem odpovídá zahradě severně od domu čp. 149). Strom chráněn od 27. 5. 1994 do 5. 1. 2000. |
| Lípa v Dolní Řasnici †                    | | Dolní Řasnice 50°57′5″ s. š., 15°11′ v. d.                    | lípa malolistá                                       | 0            | 104459 Q91869208 |                                                                                     | Na zahradě před domem če. 24 vpravo od komunikace mezi Dolní a Horní Řasnicí – pp. 1021. Strom chráněn od 27. 5. 1994 do 24. 10. 1995. |
| Lípa srdčitá v Dolním Vítkově             | Památná lípa srdčitá nad Dolním Vítkovem                                                              | Dolní Vítkov 50°50′43″ s. š., 14°58′30″ v. d.                 | lípa malolistá                                       | 262          | 105810 Q26790387 | Kategorie „Lípa srdčitá v Dolním Vítkově“ na Wikimedia Commons                      | Asi 4 m od místní komunikace u pomníčku se sochou a křížem |
| Svobodův jasan                            | Svobodův jasan v Liberci-Františkově                                                                  | Františkov u Liberce 50°45′32″ s. š., 15°1′45″ v. d.          | jasan ztepilý                                        | 333          | 105759 Q26790321 | Kategorie „Svobodův jasan“ na Wikimedia Commons                                     | Západně od ulice Uralské poblíž křižovatky se Švermovou ulicí. Strom chráněn od 29. 7. 2011. |
| Buk u vodojemu                            | Buk u vodojemu                                                                                        | Frýdlant 50°55′38″ s. š., 15°4′56″ v. d.                      | buk lesní červenolistý                               | 422          | 101922 Q26787367 | Kategorie „Buk u vodojemu“ na Wikimedia Commons                                     | U vodárny v Březinově (někdy uváděno i Strmé) ulici, vedle náhonu, proti hale čp. 886 |
| Dub u Větrova                             | Dub u Větrova                                                                                         | Frýdlant 50°53′58″ s. š., 15°4′17″ v. d.                      | dub letní                                            | 455          | 105449 Q23894042 | Kategorie „Dub u Větrova“ na Wikimedia Commons                                      | U polní cesty z Větrova na Polní domky |
| Lípa Rabiňačka                            | | Háj u Habartic 51°0′38″ s. š., 15°5′32″ v. d.                 | lípa malolistá                                       | 457          | 105191 Q26789716 | Kategorie „Lípa rabiňačka (Háj u Habartic)“ na Wikimedia Commons                    | V jižní části osady, severovýchodně od křižovatky hlavní komunikace s cyklostezkou na Horní Pertoltice; východně od bývalé zemědělské usedlosti evidenční číslo 32 |
| Lípy v Hajništi †                         | | Hajniště 50°55′52″ s. š., 15°11′55″ v. d.                     | lípa malolistá (2)                                   | 381          | 101924 Q91042304 | Kategorie „Lípy v Hajništi“ na Wikimedia Commons                                    | Na zahradě východně od domu čp. 66. Při návštěvě v září 2015 ležely ve zmíněné zahradě lípy poražené v podobě mohutných torz kmenů. Stromy chráněny od 13. 9. 2004 do 18. 3. 2014. |
| Lípa v Hejnicích                          | | Hejnice 50°52′33″ s. š., 15°10′55″ v. d.                      | lípa malolistá                                       | 405          | 101954 Q15360336 | Kategorie „Tilia cordata (Hejnice)“ na Wikimedia Commons                            | Před kostelem Navštívení Panny Marie |
| Heřmanické červené buky                   | Heřmanické červené buky                                                                               | Heřmanice u Frýdlantu 50°53′48″ s. š., 15°0′20″ v. d.         | buk lesní červenolistý (2)                           | 293          | 104838 Q26779382 | Kategorie „Heřmanické červené buky“ na Wikimedia Commons                            | V centru obce (západně od čp. 34) u hlavní komunikace; obvod kmenů 242 cm, 293 cm. Ochrana jednoho z buků zrušena v roce 2022. |
| Dub U mlýna                               | Dub U mlýna v Liberci-Horním Hanychově                                                                | Liberec XIX - Horní Hanychov 50°44′18″ s. š., 15°1′21″ v. d.  | dub letní                                            | 510          | 106002 Q26790614 | Kategorie „Dub u mlýna (Horní Hanychov)“ na Wikimedia Commons                       | U potoka blízko bývalého mlýna v ul. Puškinova 24. Strom chráněn od 15. 7. 2014. |
| Pertoltická lípa                          | | Horní Pertoltice 50°59′24″ s. š., 15°5′55″ v. d.              | lípa malolistá                                       | 403          | 104720 Q26789353 | Kategorie „Pertoltická lípa“ na Wikimedia Commons                                   | Jihozápadně od hospodářské usedlosti číslo evidenční 13 |
| Vlastníkův dub v Horních Pertolticích     | Vlastníkův dub v Horních Pertolticích                                                                 | Horní Pertoltice 50°59′14″ s. š., 15°5′56″ v. d.              | dub letní                                            | 390          | 104654 Q26789311 | Kategorie „Vlastníkův dub“ na Wikimedia Commons                                     | Severně od hospodářské usedlosti čp. 156 v Horních Pertolticích |
| Dub letní U Horizontu                     | Dub letní za nákupním střediskem Horizont                                                             | Horní Růžodol 50°45′6″ s. š., 15°2′5″ v. d.                   | dub letní                                            | 323          | 104954 Q26789568 | Kategorie „Liberec - dub letní U Horizontu“ na Wikimedia Commons                    | Na veřejném prostranství v Horním Růžodole mezi vilovou a panelovou zástavbou, na křižovatce ulic Příční a Lounská. Strom chráněn od 28. 4. 2007. |
| Lípa v Trávníčku                          | Památná lípa malolistá na křižovatce v Dolením Trávníčku                                              | Hradčany u Českého Dubu 50°37′48″ s. š., 15°1′19″ v. d.       | lípa malolistá                                       | 490          | 105065 Q26789649 | Kategorie „Lípa v Trávníčku“ na Wikimedia Commons                                   | Na křižovatce v Trávníčku u domu evidenční číslo 3 |
| Lípy na návsi v Hradčanech                | Jedna z památných lip malolistých na návsi v Hradčanech                                               | Hradčany u Českého Dubu 50°38′22″ s. š., 15°0′59″ v. d.       | lípa malolistá (2)                                   | 490          | 105064 Q26779399 | Kategorie „Lípy na návsi v Hradčanech“ na Wikimedia Commons                         | V obci na návsi; obvod kmenů 470 cm, 490 cm |
| Lípy u kostela sv. Jakuba v Letařovicích  | Lípy u kostela v Letařovicích                                                                         | Hradčany u Českého Dubu 50°37′54″ s. š., 15°0′11″ v. d.       | lípa malolistá (12)                                  | 390          | 104760 Q26779397 | Kategorie „Lípy u kostela sv. Jakuba v Letařovicích“ na Wikimedia Commons           | Severně a východně kolem kostela svatého Jakuba v Letařovicích; obvod kmenů od 160 do 390 cm |
| Buky Hermanna Schuberta                   | | Hrádek nad Nisou 50°51′5″ s. š., 14°50′35″ v. d.              | buk lesní                                            | 384 323      | 106476           | Kategorie „Buky Hermanna Schuberta“ na Wikimedia Commons                            | U památkově chráněné vily Hermanna Schuberta. |
| Donínský jilm                             | | Hrádek nad Nisou 50°50′49″ s. š., 14°51′11″ v. d.             | jilm horský                                          | 364          | 105988 Q26790603 | Kategorie „Donínský jilm“ na Wikimedia Commons                                      | V bývalé zahradě školní družiny v nivě řeky Nisy cca 25 m od levého břehu |
| Dub ZŠ a MŠ v Loučné                      | Památný dub letní u ZŠ a MŠ v Loučné                                                                  | Hrádek nad Nisou 50°51′2″ s. š., 14°49′57″ v. d.              | dub letní                                            | 377          | 106268 Q73601884 | Kategorie „Dub ZŠ a MŠ v Loučné“ na Wikimedia Commons                               | Na pozemku základní a mateřské školy v Hartavské ulici čp. 220 v Loučné. |
| Buk na Vysoké                             | Památný buk lesní východně od Vysoké u Chrastavy                                                      | Chrastava 50°49′50″ s. š., 14°59′9″ v. d.                     | buk lesní                                            | 367          | 106267 Q73601882 | Kategorie „Buk na Vysoké“ na Wikimedia Commons                                      | Strom stojí na zarostlé ploše 75 m východně od koncového domu čp. 12 v osadě Vysoká. |
| Dub letní v Chrastavě                     | Dub letní v Chrastavě u školy za kostelem                                                             | Chrastava 50°49′13″ s. š., 14°58′7″ v. d.                     | dub letní                                            | 0            | 105811 Q26790388 | Kategorie „Dub letní v Chrastavě“ na Wikimedia Commons                              | V parku před základní školou ve Školní ulici |
| Chrastavský liliovník                     | Liliovník tulipánokvětý v Chrastavě u hřbitova                                                        | Chrastava 50°49′ s. š., 14°58′24″ v. d.                       | liliovník tulipánokvětý                              | 196          | 105285 Q26789766 | Kategorie „Chrastavský liliovník“ na Wikimedia Commons                              | Na travnatém prostranství před hřbitovem ve Hřbitovní ul. |
| Jasan v Muzejní ulici                     | Památný jasan ztepilý ve svahu nad Muzejní ulicí v Chrastavě                                          | Chrastava 50°49′2″ s. š., 14°58′16″ v. d.                     | jasan ztepilý                                        | 430          | 106047 Q26790663 | Kategorie „Jasan v Muzejní ulici (Chrastava)“ na Wikimedia Commons                  | Na travnaté ploše (pp. 360/1) v mírném svahu cca 4 m od stávajícího oplocení. Strom chráněn od 17. 2. 2015. |
| Lípa Skautů                               | Památná lípa Skautů na autobusovém nádraží v Chrastavě                                                | Chrastava 50°49′ s. š., 14°57′56″ v. d.                       | lípa malolistá                                       | 210          | 106015 Q26790625 | Kategorie „Lípa Skautů (Chrastava)“ na Wikimedia Commons                            | Uprostřed travnatého prostranství na chrastavském autobusovém nádraží |
| Lípa v Mostní ulici                       | Památná lípa v Mostní ulici v Chrastavě                                                               | Chrastava 50°49′ s. š., 14°57′53″ v. d.                       | lípa malolistá                                       | 290          | 106016 Q26790626 | Kategorie „Lípa v Mostní ulici (Chrastava)“ na Wikimedia Commons                    | V centru Chrastavy mezi Mostní ulicí a nábřežní zdí Jeřice nedaleko limnigrafické stanice |
| Lípa srdčitá v Cihlářské ulici            | Památná lípa v zahradě domku čp. 14 v Cihlářské ulici v Chrastavě                                     | Chrastava 50°48′52″ s. š., 14°58′29″ v. d.                    | lípa malolistá                                       | ?            | 106478           | Kategorie „Lípa srdčitá v Cihlářské ulici (Chrastava)“ na Wikimedia Commons         | V blízkosti rodinného domu čp. 14 |
| Buk lesní v Proseči pod Ještědem          | Buk lesní v bývalém lomu nad Padouchovem                                                              | Javorník u Českého Dubu 50°42′41″ s. š., 15°0′30″ v. d.       | buk lesní                                            | 500          | 105011 Q26789616 | Kategorie „Buk lesní v Proseči pod Ještědem“ na Wikimedia Commons                   | V Ještědském pohoří nad osadou Padouchov u vytěženého vápencového lomu, přes jehož stěnu přepadá vodopád |
| Karolinka                                 | Památná lípa Karolinka poblíž samoty U Dědků                                                          | Javorník u Českého Dubu 50°42′13″ s. š., 15°0′10″ v. d.       | lípa malolistá                                       | 419          | 105485 Q26790064 | Kategorie „Lípa Karolinka“ na Wikimedia Commons                                     | Jihozápadně od domu čp. 122 (U Dědků) v Proseči pod Ještědem |
| Lípa malolistá a lípa velkolistá          | Památná lípa malolistá a velkolistá u zřícené chalupy v hoření části Padouchova                       | Javorník u Českého Dubu 50°42′39″ s. š., 15°0′19″ v. d.       | lípa malolistá (1) lípa velkolistá (1)               | 450          | 105008 Q26779387 | Kategorie „Památné lípy v Padouchově“ na Wikimedia Commons                          | U rozvalin hospodářské usedlosti v osadě Padouchov |
| Jítravský kaštan                          | Jítravský kaštan na pastvině severně od domu čp. 20                                                   | Jítrava 50°47′30″ s. š., 14°51′17″ v. d.                      | jírovec maďal                                        | 365          | 105781 Q26790364 | Kategorie „Jítravský kaštan“ na Wikimedia Commons                                   | Severně od domu čp. 20 |
| Kotelské lípy                             | | Kotel 50°41′8″ s. š., 14°56′53″ v. d.                         | lípa velkolistá (2)                                  | 970          | 101942 Q12059049 | Kategorie „Kotelské lípy“ na Wikimedia Commons                                      | 2 lípy v obci, na okraji polní cesty. |
| Javor v Dětřichovské ulici                | Javor v Dětřichovské ulici v Liberci-Krásné Studánce                                                  | Krásná Studánka 50°48′48″ s. š., 15°1′57″ v. d.               | javor klen                                           | 323          | 105236 Q26789744 | Kategorie „Liberec - javor v Dětřichovské ulici“ na Wikimedia Commons               | V Liberci v Dětřichovské ulici v Krásné Studánce, u budovy evidenční číslo 1. Strom chráněn od 20. 11. 2007. |
| Klen v Krásném Lese                       | Klen v Krásném lese                                                                                   | Krásný Les u Frýdlantu 50°56′19″ s. š., 15°8′11″ v. d.        | javor klen                                           | 332          | 101943 Q26787378 | Kategorie „Klen v Krásném Lese“ na Wikimedia Commons                                | V obci u čp. 239, poblíž silnice |
| Lípa u Barešů                             | Lípa u Barešů                                                                                         | Krásný Les u Frýdlantu 50°56′6″ s. š., 15°7′23″ v. d.         | lípa malolistá                                       | 588          | 101944 Q26787379 | Kategorie „Lípa u Barešů“ na Wikimedia Commons                                      | Na jižním okraji obce u čp. 37, západně od silnice z Raspenavy, severně od železničního přejezdu |
| Lípa v Krásném Lese (u Čmuchálků)         | Lípa v Krásném Lese u Čmuchálků                                                                       | Krásný Les u Frýdlantu 50°56′26″ s. š., 15°8′39″ v. d.        | lípa malolistá                                       | 350          | 101945 Q26787380 | Kategorie „Lípa u Čmuchálků (Krásný Les)“ na Wikimedia Commons                      | U domu čp. 81 |
| Lípa v Krásném Lese (u Ticháčků)          | | Krásný Les u Frýdlantu 50°56′1″ s. š., 15°7′2″ v. d.          | lípa malolistá                                       | 355          | 101946 Q26787381 | Kategorie „Lípa u Ticháčků (Krásný Les)“ na Wikimedia Commons                       | V rohu zahrady u domu čp. 269 |
| Lípa v Krásném Lese †                     | | Krásný Les u Frýdlantu                                        | lípa malolistá                                       | 300          | 104460           |                                                                                     | Lípa rostla na pp. 1861 (tato parcela ovšem podle internetových katastrálních map neexistuje). Strom chráněn od 23. 10. 1995 do 24. 11. 1997. |
| Lípy na křižovatce                        | Lípy na křižovatce                                                                                    | Krásný Les u Frýdlantu 50°55′29″ s. š., 15°7′40″ v. d.        | lípa malolistá (2)                                   | 374          | 101947 Q20704373 | Kategorie „Lípy na křižovatce“ na Wikimedia Commons                                 | Na křižovatce silnice II/291 s komunikací spojující Krásný Les s Raspenavou |
| Dub letní u koupaliště                    | Dub letní u kryštofodolského koupaliště                                                               | Kryštofovo Údolí 50°46′9″ s. š., 14°55′48″ v. d.              | dub letní                                            | 336          | 106017 Q26790627 | Kategorie „Dub letní u koupaliště (Kryštofovo Údolí)“ na Wikimedia Commons          | V sousedství Vlčího potoka cca 20 m od kryštofodolského koupaliště |
| Kunratický liliovník                      | Památný liliovník tulipánokvětý v Kunraticích u Frýdlantu                                             | Kunratice u Frýdlantu 50°55′11″ s. š., 15°1′26″ v. d.         | liliovník tulipánokvětý                              | 293          | 104837 Q23904981 | Kategorie „Kunratický liliovník“ na Wikimedia Commons                               | V centru obce nedaleko kostela a budov zemědělského hospodářství na hraně menšího terénního valu |
| Buk u Obřího sudu                         | Buk u Obřího sudu                                                                                     | Lázně Libverda 50°53′40″ s. š., 15°11′50″ v. d.               | buk lesní                                            | 495          | 105785 Q20704293 | Kategorie „Buk u Obřího sudu“ na Wikimedia Commons                                  | Na západním konci hřebene přes Přebytek na rozhraní úzkého pásu lesního porostu a pastvin na jihovýchodním svahu nad obcí v blízkosti restaurace Obří sud, na souběhu lesní a turistické cesty |
| Buk v Klostermannově ulici †              | Buk v liberecké Klostermannově ulici                                                                  | Liberec 50°46′23″ s. š., 15°3′57″ v. d.                       | buk lesní červenolistý                               | 304          | 104949 Q26789562 | Kategorie „Buk v Klostermannově ulici (Liberec)“ na Wikimedia Commons               | V zahradě domu Klostermannova 450/1. Strom chráněn od 3. 6. 2005 do 3. 11. 2016, kdy byla jeho ochrana zrušena z důvodu údajného vylomení kosterní větve a rozsáhlé hniloby uvnitř kmene. |
| Buk ve Frýdlantské ulici                  | Buk ve Frýdlantské ulici v Liberci                                                                    | Liberec 50°46′14″ s. š., 15°3′26″ v. d.                       | buk lesní červenolistý                               | 316          | 104946 Q26789559 | Kategorie „Buk ve Frýdlantské ulici (Liberec)“ na Wikimedia Commons                 | Na dvoře v historické zástavbě centra města (terasa nad ulicí Frýdlantská) u domu Frýdlantská 242/7. Strom chráněn od 22. 3. 2005. |
| Císařské duby                             | Císařské duby na Sukově náměstí v Liberci                                                             | Liberec 50°46′37″ s. š., 15°4′17″ v. d.                       | dub letní (2)                                        | 244          | 105477 Q26779409 | Kategorie „Císařské duby v Liberci“ na Wikimedia Commons                            | V severní části parku na Sukově náměstí; vysazeny při příležitosti stříbrné svatby císařského páru a svatby korunního prince Rudolfa. Stromy chráněny od 20. 5. 2009. |
| Jedle u Jirásků                           | Památná jedle ojíněná u domu čp. 417 v Liberci-Starém Harcově                                         | Liberec                                                       | jedle ojíněná                                        | 276          | 106065 Q26790678 | Kategorie „Jedle u Jirásků“ na Wikimedia Commons                                    | Ve Wolkerově ulici v zahradě u domu čp. 417. Strom chráněn od 24. 4. 2015. |
| Jírovec stěhovavý                         | Jírovec stěhovavý nedaleko krajského úřadu v centru Liberce                                           | Liberec 50°45′53″ s. š., 15°3′15″ v. d.                       | jírovec maďal                                        | 360          | 105971 Q12033317 | Kategorie „Jírovec stěhovavý (Liberec)“ na Wikimedia Commons                        | Na okraji parku mezi ulicemi Náchodská a U Jezu. Strom, zvaný též Liberecký jírovec, je chráněn od 5. 3. 2014. |
| Židovská lípa                             | Buk v liberecké Klostermannově ulici                                                                  | Liberec 50°46′20″ s. š., 15°3′31″ v. d.                       | lípa obecná                                          | 555          | 105522 Q26790104 | Kategorie „Židovská lípa (Liberec)“ na Wikimedia Commons                            | Mezi Pastýřskou a Rumjancevovou ulicí, severovýchodně od regionální knihovny, poblíž synagogy. Strom chráněn od 27. 9. 2008. |
| Horákova lípa v Ludvíkově                 | | Ludvíkov pod Smrkem 50°55′2″ s. š., 15°12′10″ v. d.           | lípa malolistá                                       | 500          | 101949 Q21925112 | Kategorie „Horákova lípa“ na Wikimedia Commons                                      | V severní části vsi na bývalém zbořeništi (v r. 2015 již zastavěném novostavbou rodinného domu), východně od čp. 22 |
| Skupina stromů v Ludvíkově                | Památný buk lesní, jeden ze tří chráněných stromů u statku čp. 28 v Ludvíkově pod Smrkem              | Ludvíkov pod Smrkem 50°55′1″ s. š., 15°12′15″ v. d.           | buk lesní (1) lípa malolistá (1) jírovec maďal (1)   | 486          | 101948 Q26779383 | Kategorie „Skupina stromů v Ludvíkově“ na Wikimedia Commons                         | Tři stromy na dvoře čp. 28 |
| Alej v Machníně                           | Památné stromořadí od machnínského dvora Meierhofu k osadě Hamrštejn                                  | Machnín 50°47′3″ s. š., 14°59′19″ v. d.                       | javor mléč (6) jasan ztepilý (33) lípa (38) vrba (1) | 600          | 105237 Q26790973 | Kategorie „Alej v Machníně“ na Wikimedia Commons                                    | Alej lemující polní cestu od bývalého panského dvora Maierhofu k Hamrštejnu; záznam již při I. vojenském mapování v letech 1764–1768; obvody kmenů od 200 cm do 600 cm. Alej chráněna od 3. 6. 2008. |
| Machnínská lípa                           | Machnínská lípa                                                                                       | Machnín 50°47′55″ s. š., 14°59′8″ v. d.                       | lípa malolistá                                       | 520          | 105230 Q26789740 | Kategorie „Machnínská lípa“ na Wikimedia Commons                                    | V poli západně od Hrádecké ul. spojující Machnín s Chrastavou, jižně od silnice I/35. Strom chráněn od 21. 5. 2008. |
| Markvartický dub                          | Markvartický dub od severovýchodu                                                                     | Markvartice v Podještědí 50°45′46″ s. š., 14°46′37″ v. d.     | dub letní                                            | 510          | 102191 Q26787652 | Kategorie „Markvartický dub“ na Wikimedia Commons                                   | U vstupu do bývalé pískovny, cca 800 m za ulicí Lesní východně od Zámecké, části města Jablonné v Podještědí |
| Lípa v Modlibohově                        | Památná lípa malolistá proti bývalému panskému dvoru v Hořením Starém Dubě                            | Modlibohov 50°40′42″ s. š., 14°59′17″ v. d.                   | lípa malolistá                                       | 575          | 101936 Q26787375 | Kategorie „Lípa v Modlibohově“ na Wikimedia Commons                                 | U křižovatky severně od domu čp. 16 v Hořením Starém Dubu |
| Buk lesní v Novém Městě pod Smrkem †      | Památný buk lesní na okraji lesa severně od Nového Města pod Smrkem                                   | Nové Město pod Smrkem 50°56′ s. š., 15°14′12″ v. d.           | buk lesní                                            | 440          | 105492 Q26790069 | Kategorie „Buk lesní v Novém Městě pod Smrkem“ na Wikimedia Commons                 | Na okraji lesa jihozápadně od města. Strom chráněn od 19. 12. 2009 do 7. 2. 2017. |
| Buk u kostela sv. Kateřiny                | Buk u kostela sv. Kateřiny                                                                            | Nové Město pod Smrkem 50°55′38″ s. š., 15°13′55″ v. d.        | buk lesní                                            | 308          | 101932 Q20057123 | Kategorie „Fagus sylvatica (Nové Město pod Smrkem)“ na Wikimedia Commons            | U kostela sv. Kateřiny |
| Jilm v Novém Městě pod Smrkem             | Památný jilm horský u garáží východně od domu čp. 417 v novoměstské Lesní ulici                       | Nové Město pod Smrkem 50°55′42″ s. š., 15°13′57″ v. d.        | jilm horský                                          | 410          | 104841 Q26789440 | Kategorie „Jilm v Novém Městě pod Smrkem“ na Wikimedia Commons                      | Částečně zatravněná a částečně zpevněná plocha užívaná jako příjezdová plocha ke garážím u místní komunikace, východně od čp. 417 v Lesní ulici |
| Novoměstský křehovětvec                   | Novoměstský křehovětvec v parku před vilou čp. 853                                                    | Nové Město pod Smrkem 50°55′30″ s. š., 15°13′31″ v. d.        | křehovětvec žlutý                                    | 234          | 105872 Q26790483 | Kategorie „Novoměstský křehovětvec“ na Wikimedia Commons                            | V parku u čp. 853 |
| Lípa v Kryštofově Údolí                   | Památná lípa u domu čp. 158 v osadě Novina                                                            | Novina u Liberce 50°45′38″ s. š., 14°55′57″ v. d.             | lípa malolistá                                       | 400          | 104849 Q26789502 | Kategorie „Lípa v Kryštofově Údolí“ na Wikimedia Commons                            | Severovýchodně od domu čp. 158 v Novině, součásti Kryštofova Údolí |
| Šest lip v Osečné                         | Osečenský hřbitov s památnými lipami                                                                  | Osečná 50°41′29″ s. š., 14°54′56″ v. d.                       | lípa malolistá (6)                                   | 390          | 105066 Q26779392 | Kategorie „Šest lip v Osečné“ na Wikimedia Commons                                  | Jihozápadně od obce, podél východní zdi hřbitova; obvod kmenů od 170 cm do 390 cm |
| Lípa ve Šrámkově ulici                    | Lípa malolistá ve Šrámkově ulici 24                                                                   | Ostašov u Liberce 50°45′34″ s. š., 15°0′11″ v. d.             | lípa malolistá                                       | 450          | 105355 Q26789804 | Kategorie „Liberec - lípa ve Šrámkově ulici“ na Wikimedia Commons                   | V zahradě domu čp. 24 na křižovatce Šrámkovy ulice s komunikací od Křižanské ulice v Ostašově-Horní Suché. Strom chráněn od 6. 1. 2009. |
| Ostašovská lípa (Lípa srdčitá v Ostašově) | Ostašovská lípa                                                                                       | Ostašov u Liberce 50°45′36″ s. š., 15°0′15″ v. d.             | lípa malolistá                                       | 358          | 105824 Q26790398 | Kategorie „Ostašovská lípa“ na Wikimedia Commons                                    | V zahradě čp. 44 ve Šrámkově ulici v Liberci. Strom chráněn od 10. 3. 2012. |
| Dvě lípy velkolisté v Paceřicích          | | Paceřice 50°37′8″ s. š., 15°6′49″ v. d.                       | lípa velkolistá (2)                                  | 403          | 101938 Q26779404 | Kategorie „Dvě lípy velkolisté Paceřice“ na Wikimedia Commons                       | V obci na návsi |
| Pět lip v Paceřicích                      | Památné lípy okolo sochy sv. Jana Nepomuckého v Paceřicích                                            | Paceřice 50°37′28″ s. š., 15°6′36″ v. d.                      | lípa velkolistá (5)                                  | 460          | 105009 Q26779406 | Kategorie „Lípy okolo sochy sv. Jana Nepomuckého v Paceřicích“ na Wikimedia Commons | Severně od obce, východně od silnice spojující Paceřice se Žďárkem (severně od křižovatky se silnicí na Sychrov), kolem barokní plastiky Jana Nepomuckého; obvod kmenů od 210 cm do 460 cm |
| Jilm v Poustce                            | Památný jilm vaz zvaný Jilm v Poustce                                                                 | Poustka u Frýdlantu 50°57′41″ s. š., 15°1′56″ v. d.           | jilm vaz                                             | 482          | 101923 Q26787368 | Kategorie „Jilm v Poustce“ na Wikimedia Commons                                     | Na hranici zahrady a zatravněné plochy v údolní nivě Smědé u protipovodňové hrázky, u domu evidenční číslo 5 |
| Lípa v Poustce †                          | Památná lípa srdčitá u silnice z Poustky do Frýdlantu                                                 | Poustka u Frýdlantu 50°57′18″ s. š., 15°2′49″ v. d.           | lípa malolistá                                       | 466          | 104655 Q26789312 | Kategorie „Lípa v Poustce“ na Wikimedia Commons                                     | Po levé (západní) straně silnice z Frýdlantu do Višňové, asi 1 km před odbočkou do Poustky |
| Myslivcova lípa                           | Myslivcova lípa                                                                                       | Proseč pod Ještědem 50°41′36″ s. š., 15°0′49″ v. d.           | lípa velkolistá                                      | 419          | 106498           |                                                                                     | V travnaté ploše při místní komunikaci u budovy sokolovny |
| Předlánecký obr (Dub u Předlánců) †       | Torzo památného dubu letního zvaného Předlánecký obr                                                  | Předlánce 50°58′5″ s. š., 15°2′11″ v. d.                      | dub letní                                            | 540          | 101930 Q91809291 | Kategorie „Předlánecký obr“ na Wikimedia Commons                                    | Západně od silnice Frýdlant–Višňová, před prvními staveními obce Předlánce – pp. 253/2 (již na katastru Poustky, avšak de facto pár desítek metrů jižně od předláneckého domu čp. 3) – dnes pouze mohutné torzo. Strom chráněn od 5. 8. 1998 do 8. 9. 2009. |
| Lípa velkolistá v Sedlejovicích           | Památná lípa velkolistá u chalupy čp. 12 v Sedlejovicích                                              | Radostín u Sychrova 50°38′14″ s. š., 15°5′42″ v. d.           | lípa velkolistá                                      | 500          | 101940 Q26787377 | Kategorie „Lípa velkolistá v Sedlejovicích“ na Wikimedia Commons                    | Východně od domu čp. 12 na jihu obce |
| Buk Na hrázi †                            | Torzo památného buku u hájenky nedaleko Šolcova rybníka                                               | Raspenava 50°52′47″ s. š., 15°7′6″ v. d.                      | buk lesní                                            | 600          | 101953 Q92482597 | Kategorie „Buk Na hrázi“ na Wikimedia Commons                                       | Na okraji lesa, po hrázi Šolcáku, u hájenky v zahradě – pp. 3237. V ranních hodinách 1. 11. 2012 odlomila vichřice s výjimkou jedné větve celou korunu památného buku, v listopadu 2015 ovšem v zahradě posud stálo mohutné torzo jeho kmene. Strom chráněn od 26. 9. 1993 do 3. 1. 2013. |
| Buk Na kopečku                            | Buk v zahradě vily Na Kopečku 585                                                                     | Raspenava 50°54′12″ s. š., 15°6′51″ v. d.                     | buk lesní                                            | 318          | 101952 Q20799299 | Kategorie „Buk Na Kopečku“ na Wikimedia Commons                                     | Buk-čtyřkmen roste v oplocené zahradě u někdejší vily malíře W. F. Jägera (ul. Na Kopečku čp. 585). Na zmíněném pozemku ovšem najdeme vícekmenné buky dva. Přestože tabule označující památný strom stojí hned za plotem, poblíž nižšího a slabšího vícekmenného (pětikmenného?) buku, chráněn je pravděpodobně vyšší a mohutnější strom dále od plotu a blíže vily, který má nadto právě čtyři kmeny. Tento strom je na snímku. |
| Čapkův dub pod Chlumem                    | Čapkův dub pod Chlumem                                                                                | Raspenava 50°54′36″ s. š., 15°8′43″ v. d.                     | dub letní                                            | 416          | 105286 Q26789767 | Kategorie „Čapkův dub pod Chlumem“ na Wikimedia Commons                             | Uprostřed pastvin na jižním svahu Chlumu, severně od sídliště v Raspenavě |
| Dub letní v Luhu                          | Památný Richardův dub neboli Dub letní v Luhu                                                         | Raspenava 50°53′28″ s. š., 15°9′20″ v. d.                     | dub letní                                            | 509          | 101928 Q26787371 | Kategorie „Dub letní v Luhu“ na Wikimedia Commons                                   | Na jihozápadním úpatí Pekelského vrchu, na začátku Raspenavy (v místní části Luh), vlevo přes železniční trať u polní cesty. Na některých mapách je označen jako Richardův dub. |
| Filipova lípa                             | | Raspenava 50°53′49″ s. š., 15°10′32″ v. d.                    | lípa malolistá                                       | 312          | 101950 Q18792969 | Kategorie „Lípa Filipova“ na Wikimedia Commons                                      | Na břehu rybníka Petr v Pekle, u silnice III/29014, jižně od domu číslo evidenční 31 |
| Linda v Raspenavě                         | Linda v Raspenavě                                                                                     | Raspenava 50°53′54″ s. š., 15°8′11″ v. d.                     | topol bílý                                           | 500          | 101951 Q20741462 | Kategorie „Linda v Raspenavě“ na Wikimedia Commons                                  | V údolní nivě Smědé, u fary za kostelem |
| Lužecký klen                              | | Raspenava 50°53′10″ s. š., 15°9′53″ v. d.                     | javor klen                                           | 335          | 105659 Q20683550 | Kategorie „Lužecký klen“ na Wikimedia Commons                                       | V blízkosti (jižně) železniční zastávky Lužec pod Smrkem, severozápadně od zahrady domu čp. 361 |
| Sluneční buk                              | Památný Sluneční buk a Luisin sluneční kříž                                                           | Raspenava 50°53′45″ s. š., 15°9′39″ v. d.                     | buk lesní                                            | 532          | 101927 Q19602699 | Kategorie „Sluneční buk“ na Wikimedia Commons                                       | Severně od Luhu a západně od Pekelského vrchu na okraji lesního porostu u křížku, zvaného Luisin sluneční kříž. |
| Klen u Kotků                              | Památný javor klen při usedlosti U Kotků na Rašovce                                                   | Rašovka 50°41′55″ s. š., 15°2′53″ v. d.                       | javor klen                                           | 665          | 101925 Q26787369 | Kategorie „Javor klen u Kotků“ na Wikimedia Commons                                 | Mezi budovami čp. 55 v Šimonovicích a evidenční číslo 9 tamtéž |
| Lípa v Žitné ulici                        | Lípa malolistá v Žitné ulici 343 v Liberci–Rochlicích                                                 | Rochlice u Liberce 50°45′7″ s. š., 15°3′36″ v. d.             | lípa malolistá                                       | 410          | 105763 Q26790345 | Kategorie „Liberec - lípa v Žitné ulici“ na Wikimedia Commons                       | Na zahradě domu v Žitné ulici číslo 343 v Liberci–Rochlicích. Strom chráněn od 9. 8. 2011. |
| Lípa v Doleních Pasekách                  | | Rozstání pod Ještědem 50°42′50″ s. š., 14°57′40″ v. d.        | lípa malolistá                                       | 398          | 104364 Q26789256 | Kategorie „Lípa v Doleních Pasekách“ na Wikimedia Commons                           | Na zahradě východně od rodinného domu čp. 12, který byl v letech 1867 až 1887 letním sídlem spisovatelky Karoliny Světlé |
| Strážní dub za Ruprechtickým lesíkem      | Strážní dub v Liberci-Ruprechticích                                                                   | Ruprechtice 50°47′36″ s. š., 15°3′34″ v. d.                   | dub letní                                            | 292          | 105407 Q26789839 | Kategorie „Liberec - Strážní dub“ na Wikimedia Commons                              | V rozsáhlé zahradě u čp. 1218 ve Strážní ulici v liberecké čtvrti Ruprechtice. Vzhledem k povaze oplocení zahrady je strom vidět pouze z lesíka severovýchodně od zahrady, optimálně mimo vegetační období. Strom chráněn od 3. 7. 2009. |
| Borovice u Soběslavic                     | Borovice u Soběslavic                                                                                 | Soběslavice 50°36′35″ s. š., 15°1′25″ v. d.                   | borovice lesní                                       | 330          | 101935 Q26787374 | Kategorie „Borovice u Soběslavic“ na Wikimedia Commons                              | V úpadu mezi poli. |
| Lípa malolistá v Soběslavicích            | Památná lípa malolistá u chalupy če. 10 v Soběslavicích                                               | Soběslavice 50°36′28″ s. š., 15°2′5″ v. d.                    | lípa malolistá                                       | 398          | 105528 Q26790109 | Kategorie „Lípa malolistá v Soběslavicích“ na Wikimedia Commons                     | V obci na strmém jihozápadním svahu, poblíž chalupy če. 10, severovýchodně od domu čp. 47 |
| Skupina lip malolistých Padařovice        | Pohled k padařovické návsi s dominantními lipami                                                      | Soběslavice 50°36′13″ s. š., 15°2′47″ v. d.                   | lípa malolistá (3)                                   | 331          | 105529 Q26779386 | Kategorie „Skupina lip malolistých (Padařovice)“ na Wikimedia Commons               | Tři lípy na návsi |
| Lípa Na Mlýnku                            | Památná lípa v ul. Na Mlýnku v Liberci-Starých Pavlovicích                                            | Staré Pavlovice 50°47′16″ s. š., 15°2′23″ v. d.               | lípa malolistá                                       | 320          | 104952 Q26789566 | Kategorie „Liberec - lípa Na Mlýnku“ na Wikimedia Commons                           | U čp. 26 v ulici Na Mlýnku ve Starých Pavlovicích. Strom chráněn od 20. 5. 2006. |
| Lípy u svatého Ambrože                    | Památné lípy u kapličky sv. Ambrože ve Starých Pavlovicích                                            | Liberec XII - Staré Pavlovice 50°46′53″ s. š., 15°2′12″ v. d. | tři lípy srdčité                                     | 386          | 106004 Q26779411 | Kategorie „Lípy u svatého Ambrože (Staré Pavlovice)“ na Wikimedia Commons           | U kapličky s patronem včelařství sv. Ambrožem z roku 1895 v ulici Selská. Stromy chráněny od 4. 7. 2014. |
| Schillerův dub                            | Schillerův dub ve Stráži nad Nisou                                                                    | Stráž nad Nisou 50°47′38″ s. š., 15°1′40″ v. d.               | dub letní                                            | 262          | 105325 Q26789790 | Kategorie „Schillerův dub“ na Wikimedia Commons                                     | Křižovatka ulic U Kina a Hakenova; zasazen v roce 1905 k výročí úmrtí Friedricha Schillera. Strom chráněn od 5. 11. 2008. |
| Lípa Karolíny Světlé                      | lípa Karoliny Světlé ve Světlé p. Ještědem před kostelem                                              | Světlá pod Ještědem 50°42′41″ s. š., 14°59′6″ v. d.           | lípa velkolistá                                      | 410          | 101937 Q12034629 | Kategorie „Světlá pod Ještědem - lípa Karoliny Světlé“ na Wikimedia Commons         | V centru obce u kostela sv. Mikuláše |
| Památné stromy u Klingerů                 | Památné stromy u Klingerů v Šimonovicích                                                              | Šimonovice 50°42′18″ s. š., 15°3′ v. d.                       | lípa srdčitá a dva javory kleny                      | 345          | 105922 Q26779407 | Kategorie „Památné stromy u Klingerů (Šimonovice)“ na Wikimedia Commons             | V Šimonovicích v nejhořejším zákrutu ulice V Zatáčkách. Javory mají obvod (ve výšce 130 cm) 345 cm a 325 cm a výšku 26, resp. 25 m, lípa obvod 330 cm a výšku 27 m. Stromy jsou chráněny od 31. 3. 2013. |
| Javor klen ve Vesci                       | Javor klen v ul. Nad Strání v Liberci-Vesci                                                           | Vesec u Liberce 50°44′28″ s. š., 15°5′3″ v. d.                | javor klen                                           | 337          | 105418 Q26789965 | Kategorie „Javor klen ve Vesci“ na Wikimedia Commons                                | V ulici Nad Strání u křižovatky. Strom chráněn od 3. 6. 2009. |
| Lípa velkolistá ve Vlastibořicích         | Lípa velkolistá ve Vlastibořicích                                                                     | Vlastibořice 50°37′9″ s. š., 15°2′59″ v. d.                   | lípa velkolistá                                      | 650          | 101939 Q26787376 | Kategorie „Lípa velkolistá ve Vlastibořicích“ na Wikimedia Commons                  | Severně od domu čp. 2 ve Vlastibořicích |
| Dub na Orlí louce                         | Dub na Orlí louce v Liberci-Vratislavicích                                                            | Vratislavice nad Nisou 50°43′44″ s. š., 15°5′36″ v. d.        | dub letní                                            | 496          | 105235 Q26789743 | Kategorie „Dub na Orlí louce“ na Wikimedia Commons                                  | Na louce se sklonem na jihozápad cca 15 m od okraje lesního porostu stranou od zástavby. Strom chráněn od 5. 6. 2008. |
| Devět lip na návsi osady Vrchovina        | Památné lípy na návsi ve Vrchovině                                                                    | Vrchovina 50°38′54″ s. š., 15°4′19″ v. d.                     | lípa velkolistá (9)                                  | 294          | 101931 Q26779401 | Kategorie „Devět lip na návsi osady Vrchovina“ na Wikimedia Commons                 | V obci na návsi; obvod kmenů od 160 cm do 460 cm |
| Lípa ve Všelibicích                       | Torzo památné lípy malolisté vedle domu čp. 4 ve Všelibicích                                          | Všelibice 50°38′55″ s. š., 14°57′1″ v. d.                     | lípa malolistá                                       | 490          | 101933 Q26787372 | Kategorie „Lípa ve Všelibicích“ na Wikimedia Commons                                | V zahradě domu číslo popisné 4 ve Všelibicích. V roce 2019 byl strom již pouze v torzálním stavu. |
| Lípy v Horním Vlachovém                   | Jedna z památných lip u domu če. 101 v osadě Horní Vlachové                                           | Vlachové u Osečné 50°39′55″ s. š., 14°55′22″ v. d.            | lípa velkolistá (1) lípa malolistá (1)               | 534          | 101929 Q26779390 | Kategorie „Lípy v Horním Vlachovém“ na Wikimedia Commons                            | Jižně od domu číslo evidenční 101 v osadě Horní Vlachové. V roce 2019 jedna z lip - blíže stodoly - byla pouhým torzem. |
| Borovice u Žibřidic                       | Památná borovice lesní u silnice ze Žibřidic do Zdislavy                                              | Žibřidice 50°45′6″ s. š., 14°52′31″ v. d.                     | borovice lesní                                       | 250          | 105007 Q26789614 | Kategorie „Borovice u Žibřidic“ na Wikimedia Commons                                | Výrazný solitér v louce u silnice vedoucí do obce Zdislava, dvojkmen. |